# Maruéjols-lès-Gardon
Maruéjols-lès-Gardon est une commune française située dans le centre du département du Gard en région Occitanie.
Exposée à un climat méditerranéen, elle est drainée par le Gard et par deux autres cours d'eau. La commune possède un patrimoine naturel remarquable composé de trois zones naturelles d'intérêt écologique, faunistique et floristique.
Maruéjols-lès-Gardon est une commune rurale qui compte 275 habitants en 2022, après avoir connu une forte hausse de la population depuis 1975.  Elle fait partie de l'aire d'attraction de Nîmes. Ses habitants sont appelés les Maruéjolois ou  Maruéjoloises.

## Géographie
| Cassagnoles   |                      | Ners                  |
| Saint-Bénézet | Maruéjols-lès-Gardon | Boucoiran-et-Nozières |
| Saint-Bénézet | Saint-Bénézet        |                       |

Village chargé d'histoire, marqué par les croisades et ses martyrs de la foi
Maruéjols-lès-Gardon, dont l'étymologie, d'origine gauloise, signifie grande clairière, est un petit village de la Gardonnenque, remarquable à plus d'un titre.
Avec ses 247 habitants recensés dernièrement, on peut dire que la population est particulièrement stable, et ce depuis des décennies.
Ni commune dortoir, ni lieu de résidences secondaires, ici, les habitants sont du terroir et on est vigneron de père en fils. D'ailleurs, on est fait pour la vigne, avec de riches terres en bordure du Gardon. Témoin la cave coopérative et ses vingt mille hectos annuels de vins de grande qualité avec une médaille d'or pour le Chardonnay, au concours général agricole de 1999. « Ici, on vit surtout de la vigne » rappelle M. Félix Robert. Et en parallèle à cette importante activité viticole, les pépinières Bertrand, avec plusieurs emplois, constituent un des facteurs importants de l'économie locale. Tout comme la fabrique de meubles Vincent, la menuiserie Bertrand ou l'entreprise Pésenti, spécialisée dans les travaux agricoles.
Avec ses 361 hectares, Maruéjols est une commune à vocation essentiellement agricole. Enserrée par le Gardon au nord et les collines au sud, elle présente une particularité. Le POS n'autorise aucune construction compte tenu de la disposition des lieux. Zone inondable en bordure de la rivière et relief accidenté à l'opposé du village. Les seuls terrains constructibles sont plantés de vignes. Autre curiosité au mas Maraval ou mas des Tuileries, une pièce d'habitation est à moitié dans la commune de Cassagnoles, à moitié dans celle de Maruéjols.
On vit bien à Maruéjols-lès-Gardon qui a gardé son caractère convivial comme autrefois. On se connaît tous. Il n'y a pas si long- temps encore, et selon une coutume ancestrale, les hommes se retrouvaient, sur la place du relais de poste, après le repas de midi, tous les jours, quelle que soit la saison. Ce rassemblement prisé portait le nom de « clu ». « Même les gamins s'y rendaient avant de retourner en classe. On y discutait de tout. Des travaux des champs, de l'actualité locale, régionale ou nationale » précise Xavier Laurent. Ah ce « clu », point de rencontre et d'information au cœur du village, c'était un rendez-vous au quotidien, que tout un chacun n'aurait voulu manquer pour rien au monde !
De nos jours, les écoliers n'ont plus cet intermède de la mi-journée. Dans le cadre du RPI, les grands du CM1 et CM2 sont scolarisés à Maruéjols. A deux pas de l'école, on a trouvé, lors de la construction de la cave coopérative des vestiges d'une villa romaine. D'ailleurs, la route qui traverse le village est une ancienne voie romaine tout comme la Régordane qui passe plus bas, en bordure du Gardon. Plus tard, Maruéjols-lès-Gardon sera marqué par l'histoire des croisades que se plaît à raconter Mme Mathilde Gardies, propriétaire du château, mais aussi mémoire vivante du village « Cette demeure, précise-t-elle, a été construite pendant les Croisades. Le comte de Toulouse avait rassemblé ses partisans ici, pour aller délivrer le tombeau du Christ. Plus tard, ce fut le tragique épisode des guerres de religion. Ravanel, adjoint de Cavalier, avait tendu une embuscade aux hommes du capitaine Chênevert. Trente grenadiers avec leurs officiers furent tués par les Camisards. Les représailles furent terribles. Le maréchal de Montrevel fit incendier le château et raser le village qui comptait une centaine d'habitants, tous protestants. Les hommes furent envoyés aux galères et les femmes emprisonnées à la Tour de Constance. »
Maruéjols-lès-Gardon fut donc un village martyr. D'ailleurs ce bourg à cent pour cent protestant, ou presque, possède un unique bâtiment cultuel. Colette Villaret ajoute «Le temple est l'ancienne église romane, reprise au XVIe siècle, détruite au XVIIe et brûlée au XVIIIe. »
Voilà pour l'histoire particulièrement marquante et tragique de ce village de la Gardonnenque qui compte encore une petite épicerie-traiteur, dans la Rue-Haute.
De nos jours, la route qui longe Maruéjols-lès-Gardon connaît une circulation intense. Provençaux et Nîmois l'empruntent pour aller en Cévennes, en fin de semaine. Mais la quiétude du village, un peu à l'écart, ne paraît nullement perturbée par le roulis. A Maruéjols-lès-Gardon, il fait toujours bon vivre.
In "le journal des villages cévenols" de Roger Roux

### Climat
Pour des articles plus généraux, voir Climat de l'Occitanie et Climat du Gard.
En 2010, le climat de la commune est de type climat méditerranéen franc, selon une étude s'appuyant sur une série de données couvrant la période 1971-2000. En 2020, Météo-France publie une typologie des climats de la France métropolitaine dans laquelle la commune est exposée à un climat méditerranéen et est dans la région climatique Provence, Languedoc-Roussillon, caractérisée par une pluviométrie faible en été, un très bon ensoleillement (2 600 h/an), un été chaud (21,5 °C), un air très sec en été, sec en toutes saisons, des vents forts (fréquence de 40 à 50 % de vents > 5 m/s) et peu de brouillards.
Pour la période 1971-2000, la température annuelle moyenne est de 14 °C, avec une amplitude thermique annuelle de 17,5 °C. Le cumul annuel moyen de précipitations est de 935 mm, avec 6,6 jours de précipitations en janvier et 3,1 jours en juillet. Pour la période 1991-2020, la température moyenne annuelle observée sur la station météorologique la plus proche, située sur la commune de Cardet à 5 km à vol d'oiseau, est de 14,6 °C et le cumul annuel moyen de précipitations est de 974,6 mm,. Pour l'avenir, les paramètres climatiques de la commune estimés pour 2050 selon différents scénarios d’émission de gaz à effet de serre sont consultables sur un site dédié publié par Météo-France en novembre 2022.

### Milieux naturels et biodiversité
L’inventaire des zones naturelles d'intérêt écologique, faunistique et floristique (ZNIEFF) a pour objectif de réaliser une couverture des zones les plus intéressantes sur le plan écologique, essentiellement dans la perspective d’améliorer la connaissance du patrimoine naturel national et de fournir aux différents décideurs un outil d’aide à la prise en compte de l’environnement dans l’aménagement du territoire.
Une ZNIEFF de type 1 est recensée sur la commune :
le « Gardon d'Anduze et Gardon » (461 ha), couvrant 11 communes du département et deux ZNIEFF de type 2, : 
- le « bois de Lens » (8 318 ha), couvrant 19 communes du département[9] ;
- la « vallée moyenne des Gardons » (1 848 ha), couvrant 24 communes du département[10].

Carte des ZNIEFF de type 1 et 2 à Maruéjols-lès-Gardon.
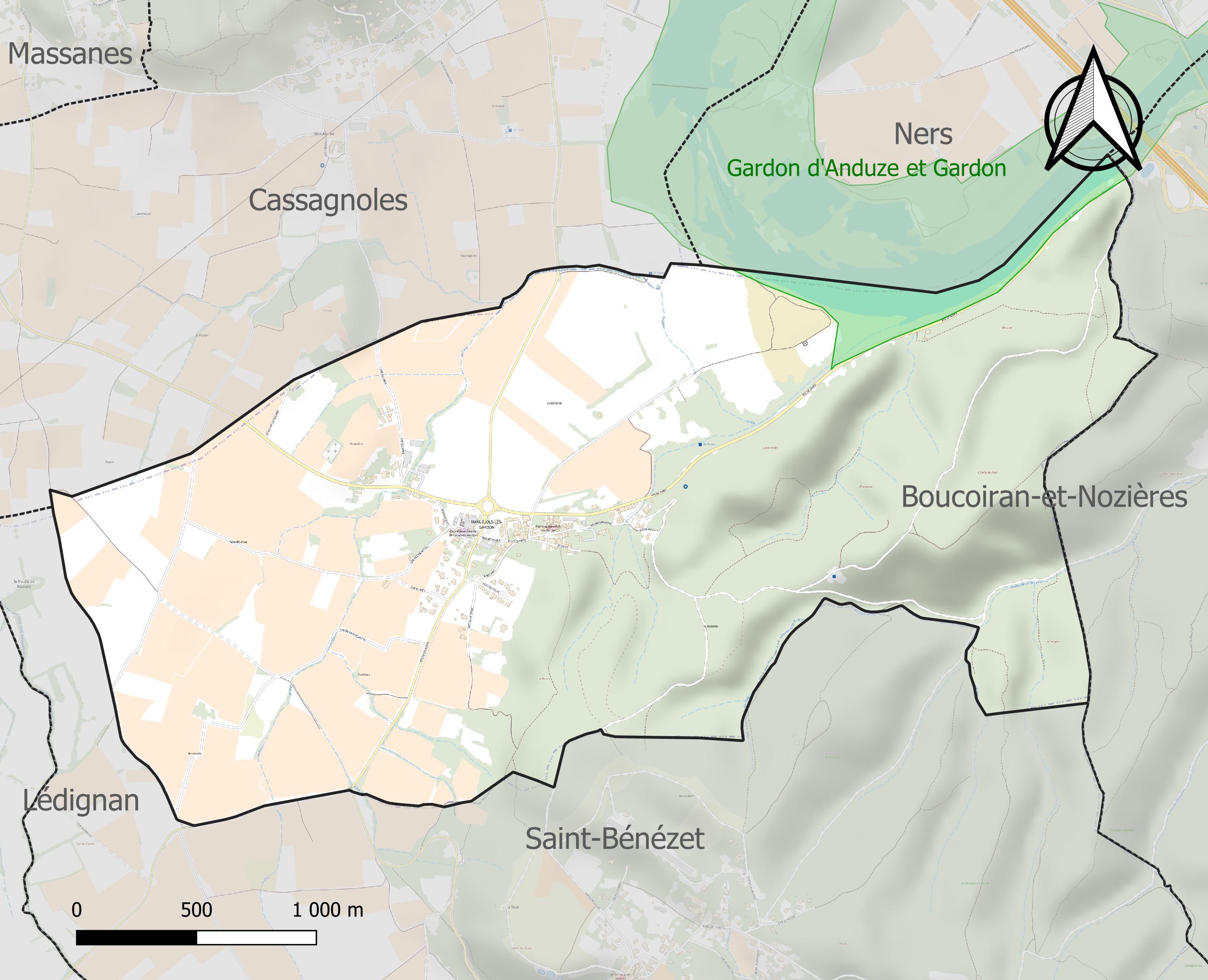
Carte de la ZNIEFF de type 1 sur la commune.
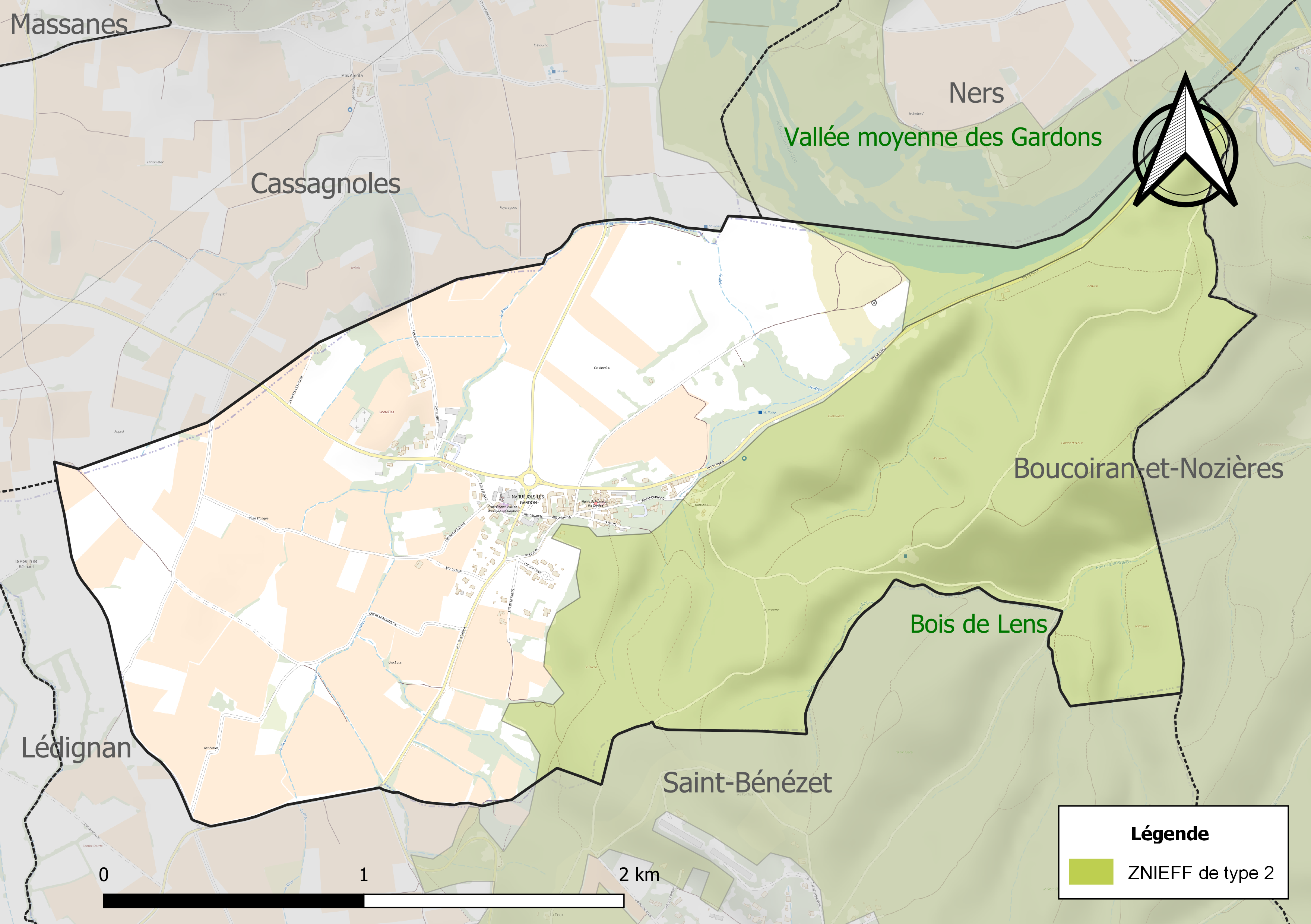
Carte des ZNIEFF de type 2 sur la commune.

## Urbanisme

### Typologie
Au 1er janvier 2024, Maruéjols-lès-Gardon est catégorisée commune rurale à habitat dispersé, selon la nouvelle grille communale de densité à sept niveaux définie par l'Insee en 2022.
Elle est située hors unité urbaine. Par ailleurs la commune fait partie de l'aire d'attraction de Nîmes, dont elle est une commune de la couronne,. Cette aire, qui regroupe 92 communes, est catégorisée dans les aires de 200 000 à moins de 700 000 habitants,.

### Occupation des sols
L'occupation des sols de la commune, telle qu'elle ressort de la base de données européenne d’occupation biophysique des sols Corine Land Cover (CLC), est marquée par l'importance des territoires agricoles (55,2 % en 2018), une proportion sensiblement équivalente à celle de 1990 (55,8 %). La répartition détaillée en 2018 est la suivante : 
forêts (44,8 %), cultures permanentes (39,2 %), zones agricoles hétérogènes (10 %), prairies (6 %). L'évolution de l’occupation des sols de la commune et de ses infrastructures peut être observée sur les différentes représentations cartographiques du territoire : la carte de Cassini (XVIIIe siècle), la carte d'état-major (1820-1866) et les cartes ou photos aériennes de l'IGN pour la période actuelle (1950 à aujourd'hui).

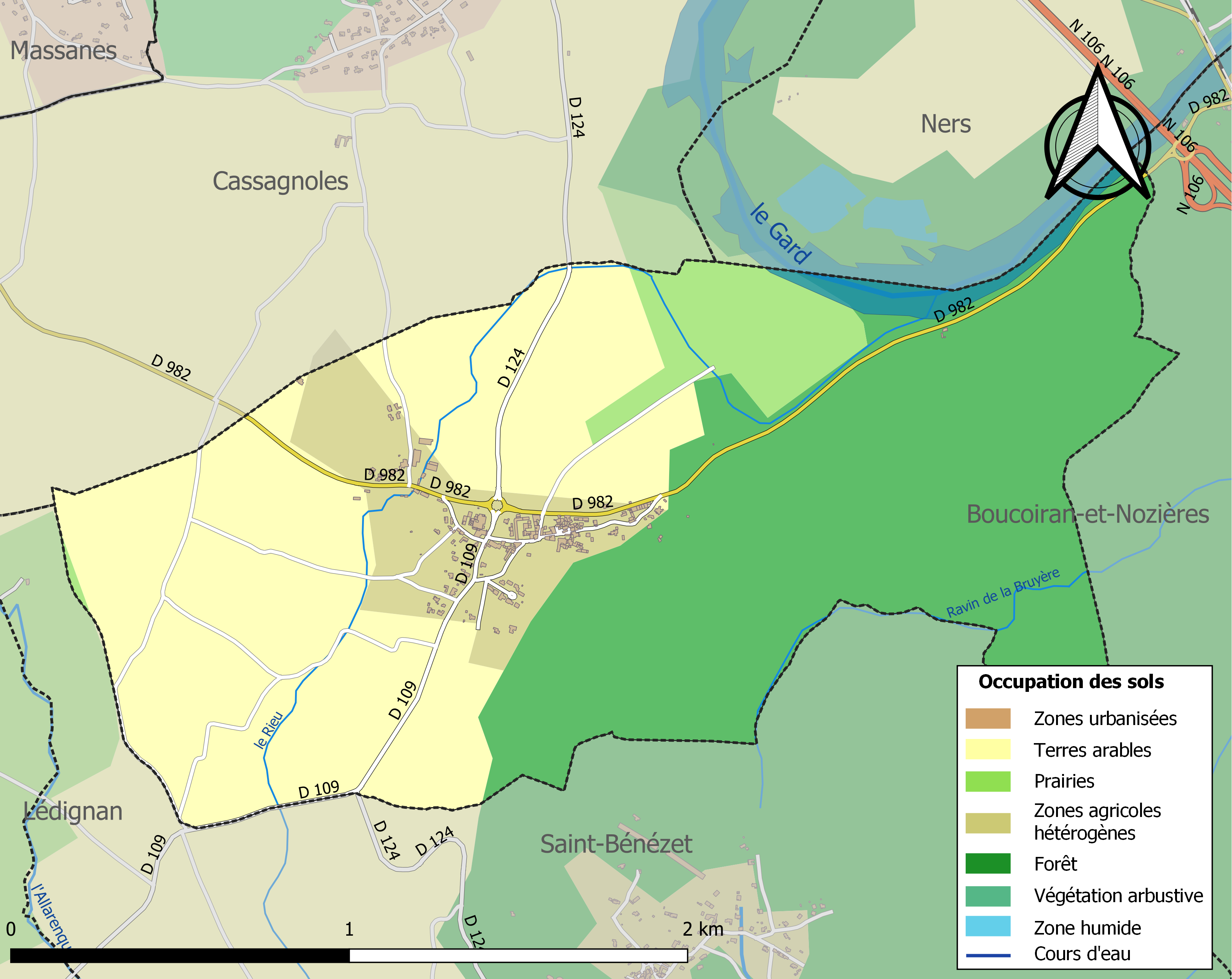
Carte des infrastructures et de l'occupation des sols de la commune en 2018 (CLC).

### Risques majeurs
Le territoire de la commune de Maruéjols-lès-Gardon est vulnérable à différents aléas naturels : météorologiques (tempête, orage, neige, grand froid, canicule ou sécheresse), inondations, feux de forêts, mouvements de terrains et séisme (sismicité faible). Il est également exposé à un risque technologique, la rupture d'un barrage. Un site publié par le BRGM permet d'évaluer simplement et rapidement les risques d'un bien localisé soit par son adresse soit par le numéro de sa parcelle.

#### Risques naturels
Certaines parties du territoire communal sont susceptibles d’être affectées par le risque d’inondation par débordement de cours d'eau et par une crue torrentielle ou à montée rapide de cours d'eau, notamment le Gard. La commune a été reconnue en état de catastrophe naturelle au titre des dommages causés par les inondations et coulées de boue survenues en 1982, 1993, 1994, 2001, 2002, 2005 et 2010,.

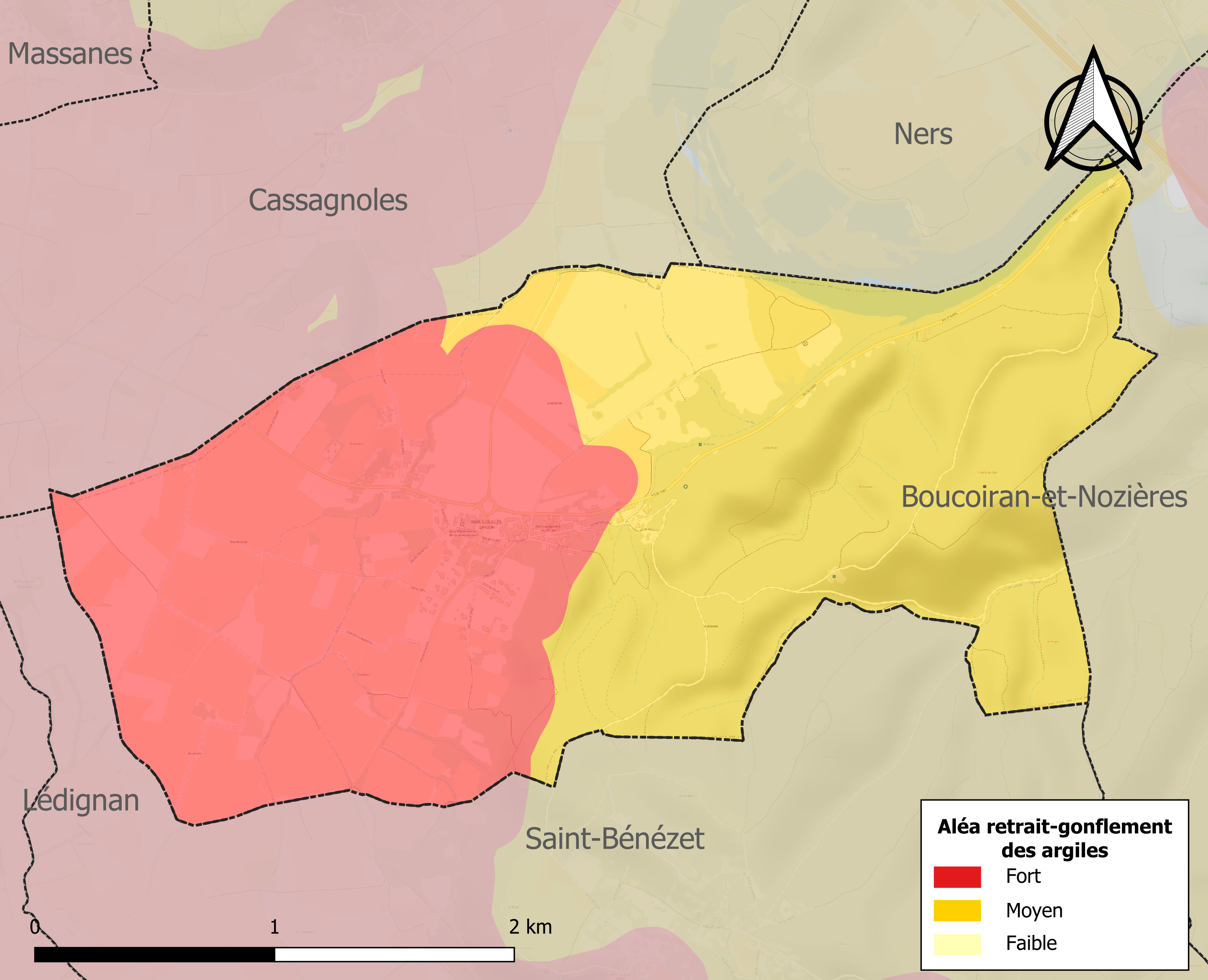
Carte des zones d'aléa retrait-gonflement des sols argileux de Maruéjols-lès-Gardon.

La commune est vulnérable au risque de mouvements de terrains constitué principalement du retrait-gonflement des sols argileux. Cet aléa est susceptible d'engendrer des dommages importants aux bâtiments en cas d’alternance de périodes de sécheresse et de pluie. La totalité de la commune est en aléa moyen ou fort (67,5 % au niveau départemental et 48,5 % au niveau national). Sur les 93 bâtiments dénombrés sur la commune en 2019, 93 sont en aléa moyen ou fort, soit 100 %, à comparer aux 90 % au niveau départemental et 54 % au niveau national. Une cartographie de l'exposition du territoire national au retrait gonflement des sols argileux est disponible sur le site du BRGM,.
Par ailleurs, afin de mieux appréhender le risque d’affaissement de terrain, l'inventaire national des cavités souterraines permet de localiser celles situées sur la commune.

#### Risques technologiques
La commune est en outre située en aval du barrage de Sainte-Cécile-d'Andorge, un ouvrage de classe A doté d'un PPI. À ce titre elle est susceptible d’être touchée par l’onde de submersion consécutive à la rupture de cet ouvrage.

## Histoire
Durant la guerre des Cévennes, les troupes royales incendient Maruéjols le 25 février 1703 en représailles à une embuscade des Camisards dans le village qui avait fait plus de quarante morts dans leurs rangs. On ignore le nombre de victimes civiles.

## Politique et administration
| Période                                  | Période    | Identité      | Étiquette | Qualité |
| ---------------------------------------- | ---------- | ------------- | --------- | --- |
| mars 2001                                | mars 2008  | Gérard Compan | DVG       | |
| mars 2008                                | avril 2011 | Alain Gas     | DVG       | Cadre de l’éducation nationale Vice-président de la Communauté de communes Autour de Lédignan Président de l’Office de tourisme intercommunal de Vézénobres Vice-président de la Fédération archéologie et histoire du Gard |
| 2011                                     | En cours   | Freddy Félix  | DVG       | Retraité Fonction publique |
| Les données manquantes sont à compléter. |            |               |           | |

## Héraldique
| Blason de Maruéjols-lès-Gardon | Blason  | De tenné aux trois épis liés d'or, accostés des lettres M et G capitales de sable. |
| Blason de Maruéjols-lès-Gardon | Détails | Le statut officiel du blason reste à déterminer.                                   |

## Nom de la commune
La préposition « lès » signifie « près de ». Le village de Maruéjols-lès-Gardon étant tout simplement situé près du Gardon.

## Démographie
L'évolution du nombre d'habitants est connue à travers les recensements de la population effectués dans la commune depuis 1793. Pour les communes de moins de 10 000 habitants, une enquête de recensement portant sur toute la population est réalisée tous les cinq ans, les populations de référence des années intermédiaires étant quant à elles estimées par interpolation ou extrapolation. Pour la commune, le premier recensement exhaustif entrant dans le cadre du nouveau dispositif a été réalisé en 2004.

En 2022, la commune comptait 275 habitants, en évolution de +17,52 % par rapport à 2016 (Gard : +2,97 %, France hors Mayotte : +2,11 %).
| 1793 | 1800 | 1806 | 1821 | 1831 | 1836 | 1841 | 1846 | 1851 |
| ---- | ---- | ---- | ---- | ---- | ---- | ---- | ---- | ---- |
| 153  | 142  | 145  | 144  | 160  | 160  | 148  | 166  | 156  |

| 1856 | 1861 | 1866 | 1872 | 1876 | 1881 | 1886 | 1891 | 1896 |
| ---- | ---- | ---- | ---- | ---- | ---- | ---- | ---- | ---- |
| 175  | 171  | 161  | 159  | 150  | 116  | 148  | 119  | 145  |

| 1901 | 1906 | 1911 | 1921 | 1926 | 1931 | 1936 | 1946 | 1954 |
| ---- | ---- | ---- | ---- | ---- | ---- | ---- | ---- | ---- |
| 168  | 165  | 154  | 177  | 151  | 150  | 141  | 159  | 172  |

| 1962 | 1968 | 1975 | 1982 | 1990 | 1999 | 2004 | 2006 | 2009 |
| ---- | ---- | ---- | ---- | ---- | ---- | ---- | ---- | ---- |
| 168  | 152  | 143  | 149  | 161  | 144  | 154  | 152  | 233  |

| 2014 | 2019 | 2022 | - | - | - | - | - | - |
| ---- | ---- | ---- | - | - | - | - | - | - |
| 238  | 261  | 275  | - | - | - | - | - | - |

## Économie

### Revenus
En 2018  (données Insee publiées en septembre 2021), la commune compte 101 ménages fiscaux, regroupant 236 personnes. La médiane du revenu disponible par unité de consommation est de 21 050 € (20 020 € dans le département).

### Emploi
|                | 2008   | 2013   | 2018 |
| -------------- | ------ | ------ | ---- |
| Commune        | 8,5 %  | 16,9 % | 13 % |
| Département    | 10,6 % | 12 %   | 12 % |
| France entière | 8,3 %  | 10 %   | 10 % |

En 2018, la population âgée de 15 à 64 ans s'élève à 156 personnes, parmi lesquelles on compte 78,4 % d'actifs (65,4 % ayant un emploi et 13 % de chômeurs) et 21,6 % d'inactifs,. En  2018, le taux de chômage communal (au sens du recensement) des 15-64 ans est supérieur à celui de la France et du département, alors qu'il était inférieur à celui du département en 2008.
La commune fait partie de la couronne de l'aire d'attraction de Nîmes, du fait qu'au moins 15 % des actifs travaillent dans le pôle,. Elle compte 54 emplois en 2018, contre 62 en 2013 et 54 en 2008. Le nombre d'actifs ayant un emploi résidant dans la commune est de 103, soit un indicateur de concentration d'emploi de 51,9 % et un taux d'activité parmi les 15 ans ou plus de 60,4 %.
Sur ces 103 actifs de 15 ans ou plus ayant un emploi, 20 travaillent dans la commune, soit 20 % des habitants. Pour se rendre au travail, 91,6 % des habitants utilisent un véhicule personnel ou de fonction à quatre roues, 2,8 % s'y rendent en deux-roues, à vélo ou à pied et 5,6 % n'ont pas besoin de transport (travail au domicile).

### Activités hors agriculture
32 établissements sont implantés  à Maruéjols-lès-Gardon au 31 décembre 2019. Le tableau ci-dessous en détaille le nombre par secteur d'activité et compare les ratios avec ceux du département,.
| Secteur d'activité                                                                                        | Commune | Commune | Département |
| Secteur d'activité                                                                                        | Nombre  | %       | %           |
| --- | ------- | ------- | ----------- |
| Ensemble                                                                                                  | 32      |         |             |
| Industrie manufacturière, industries extractives et autres                                                | 5       | 15,6 %  | (7,9 %)     |
| Construction                                                                                              | 5       | 15,6 %  | (15,5 %)    |
| Commerce de gros et de détail, transports, hébergement et restauration                                    | 15      | 46,9 %  | (30 %)      |
| Information et communication                                                                              | 1       | 3,1 %   | (2,2 %)     |
| Activités financières et d'assurance                                                                      | 1       | 3,1 %   | (3 %)       |
| Activités spécialisées, scientifiques et techniques et activités de services administratifs et de soutien | 2       | 6,3 %   | (14,9 %)    |
| Autres activités de services                                                                              | 3       | 9,4 %   | (8,8 %)     |

Le secteur du commerce de gros et de détail, des transports, de l'hébergement et de la restauration est prépondérant sur la commune puisqu'il représente 46,9 % du nombre total d'établissements de la commune (15 sur les 32 entreprises implantées  à Maruéjols-lès-Gardon), contre 30 % au niveau départemental.

### Agriculture
|               | 1988 | 2000 | 2010 | 2020 |
| ------------- | ---- | ---- | ---- | ---- |
| Exploitations | 15   | 11   | 13   | 9    |
| SAU (ha)      | 271  | 373  | 375  | 260  |

La commune est dans les Garrigues, une petite région agricole occupant le centre du département du Gard. En 2020, l'orientation technico-économique de l'agriculture  sur la commune est la polyculture et/ou le polyélevage. Neuf exploitations agricoles ayant leur siège dans la commune sont dénombrées lors du recensement agricole de 2020 (15 en 1988). La superficie agricole utilisée est de 260 ha,,.

## Culture locale et patrimoine

### Lieux et monuments
- Temple protestant de Maruéjols-lès-Gardon.

### Personnalités liées à la commune
- Alain Gas (1949-2011), photographe et essayiste, maire de la commune[28].